# Фаткулин, Камиль Махмудович
Камиль Махмудович Фаткулин (род. 1 июля 1957, с. Сталино, Калининский район, Ташкентская область, Узбекская ССР, СССР) — советский борец классического стиля, чемпион и призёр чемпионатов СССР и Европы, призёр чемпионатов мира, чемпион мира и Европы среди юниоров, заслуженный мастер спорта СССР (1984), мастер спорта СССР международного класса (1978).

## Биография
Увлёкся борьбой в 1969 году. В 1973 году выполнил норматив мастера спорта СССР. Участвовал в восьми чемпионатах СССР (1975—1984). Победитель международных турниров. Член сборной команды СССР в 1977-1984 годах. В 1985 году оставил большой спорт. Окончил Ташкентский педагогический институт. Был главным тренером сборной команды Узбекистана по греко-римской борьбе. Впоследствии старший тренер в спортивной школы олимпийского резерва по спортивной борьбе. Руководил сборной на Олимпийских играх 2004 года и чемпионате мира 2001 года, Александр Доктуришвили стал олимпийским чемпионом, Дильшод Арипов стал чемпионом мира.
С 2014 года в Ташкенте проходит международный юношеский турнир по греко-римской борьбе на призы Камиля Фаткулина.

## Спортивные результаты
- Чемпионат СССР по классической борьбе среди юношей 1974 года — ;
- Чемпионат мира по классической борьбе среди юниоров 1975 года — ;
- Чемпионат Европы по классической борьбе среди юниоров 1976 года — ;
- Чемпионат СССР по классической борьбе 1977 года — ;
- Турнир в Клиппане 1977 года — ;
- Гран-при ФРГ 1977 года — ;
- Чемпионат СССР по классической борьбе 1978 года — ;
- Гран-при Ивана Поддубного 1978 года — ;
- Гран-при ФРГ 1979 года — ;
- Чемпионат СССР по классической борьбе 1979 года — ;
- Классическая борьба на летней Спартакиаде народов СССР 1979 года — ;
- Чемпионат СССР по классической борьбе 1980 года — 4-е место;
- Чемпионат СССР по классической борьбе 1981 года — ;
- Чемпионат СССР по классической борьбе 1982 года — 5-е место;
- Классическая борьба на летней Спартакиаде народов СССР 1983 года — ;
- Чемпионат СССР по классической борьбе 1983 года — ;
- Чемпионат СССР по классической борьбе 1984 года — ;
- Турнир Вернера Зеленбиндера 1984 года — ;
- Гран-при ФРГ 1985 года —

## Награды и звания
- Орден «Дустлик» (1998)[4]
- Заслуженный тренер Республики Узбекистан (2000)[5]
- Орден «Мехнат шухрати» (2009)[6]